# Orientare transversală
Orientarea transversală, menținerea unui unghi fix pe o sursă de lumină îndepărtată pentru orientare, este un răspuns proprioceptiv prezentat de unele insecte, cum ar fi moliile.
Păstrând o relație unghiulară constantă cu o lumină celestă strălucitoare, cum ar fi luna, ele pot zbura în linie dreaptă. Obiectele cerești sunt atât de îndepărtate încât, chiar și după parcurgerea unor distanțe mari, schimbarea unghiului dintre molie și sursa de lumină este neglijabilă; în plus, luna se va afla întotdeauna în partea superioară a câmpului vizual sau la orizont. Atunci când o molie întâlnește o lumină artificială mult mai apropiată și o folosește pentru navigație, unghiul se modifică considerabil după doar o distanță scurtă, în plus fiind adesea sub orizont. Molia încearcă instinctiv să se corecteze prin întoarcerea spre lumină, rezultând o traiectorie de zbor în spirală care se apropie din ce în ce mai mult de sursa de lumină.